# Eurypegasus papilio
Eurypegasus papilio é uma espécie de peixe da família Pegasidae.
É endémica dos Estados Unidos da América.